# Batterie de Bouviers

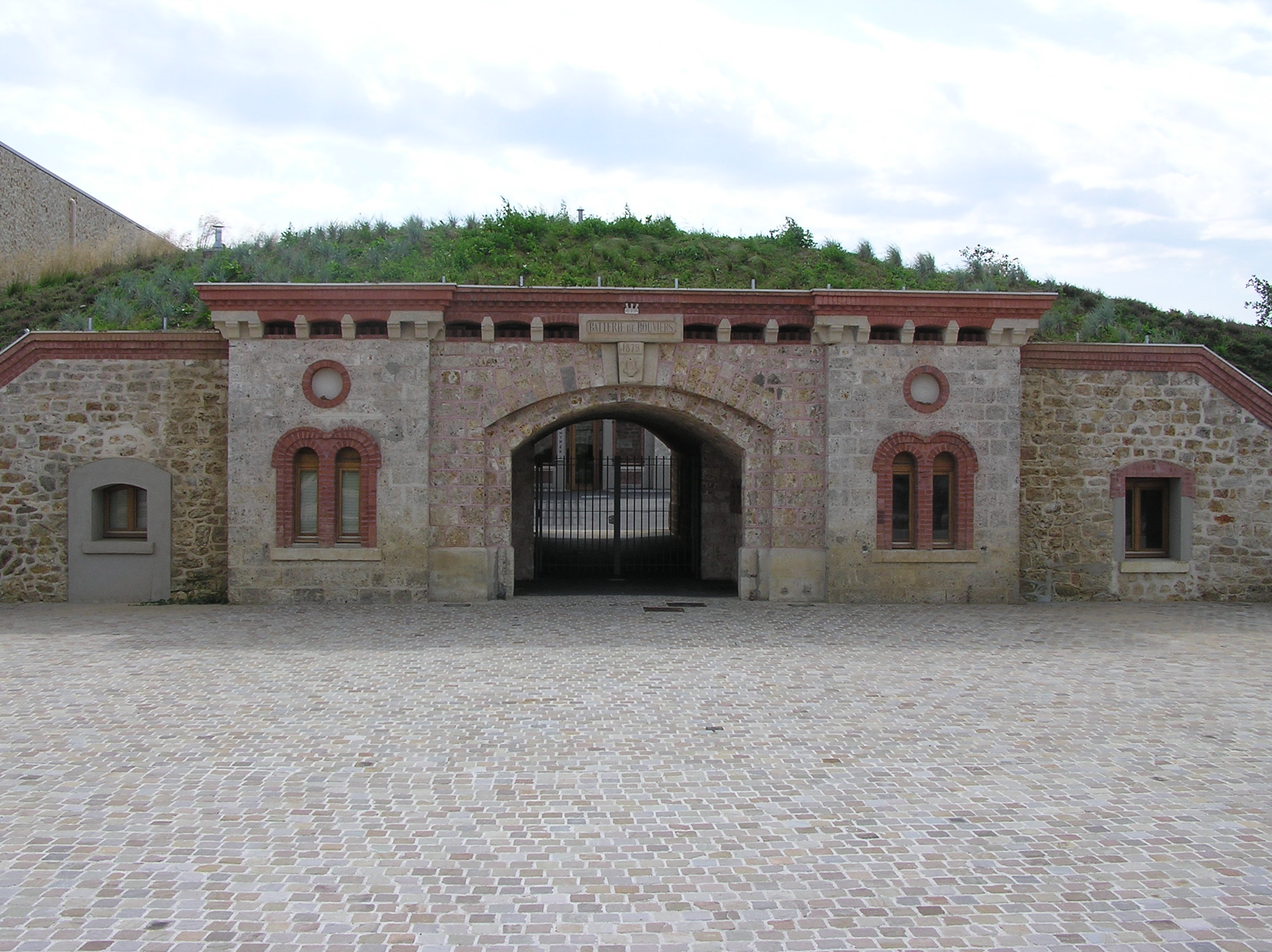
Haupteingang

Die Batterie de Bouviers ist eine ehemalige Festung im französischen Guyancourt (Département Yvelines). Sie wurde 1879 erbaut und bis 1932 von der Armee genutzt. Von 1933 bis 1990 wurde sie von Hispano-Suiza als Produktionsstandort genutzt. 1999 kaufte das Verteidigungsministerium die Festung. 2006 wurde die Batterie zum Cafe Musiques umgewandelt. Diese ist heute von Bürogebäuden und einer Musikschule umrahmt.

## Geschichte
Im Rahmen des Deutsch-Französischen Krieges wurde Frankreich 1870/71 zum Teil von preußischen und deutschen Truppen besetzt. Aus diesem Grunde wurden nach der Niederlage 1871 in den Jahren 1874 bis 1881 die Festungen ausgebaut und modernisiert, so auch das Fort du Trou d’Enfer.
Das Barrière de fer genannte Verteidigungssystem umfasste nach der Fertigstellung 18 Festungen und 34 Batterien.
Die Batterie de Bouviers wurde von 1877 bis 1879 in der Nähe des Dorfes Bouviers in der Stadt Guyancourt errichtet. Die Errichtung der Festung führte zur Vergrößerung der Stadt.
Batterie de Bouviers war Teil eines Ensembles von Festungen. Dazu gehörten auch das Fort de Villeras in Saclay und das Fort du Haut-Buc. In der Peripherie befanden sich: Batterie de la Port du Désert (zerstört), die Batterie de la station de St-Cyr (teilweise zerstört), die Batterie du Ravin de Bouviers, die Ouvrage des Docks und die Batteries de Bouviers.
Bis zur Erfindung hochexplosiver Granaten galten die Festungen als uneinnehmbar.

## Beschreibung
Die Geschütze sind alle nach Nordosten ausgerichtet. Die Baumaterialien sind Kalksteinwerk, Stein und Ziegel. Später (nach 1879) wurde die Festung mit Beton befestigt.
Über dem Tor ist die Inschrift „Batterie de Bouviers“ und „1879“ zu lesen. Es gab Auffangvorrichtungen für Regenwasser und eine Zisterne. Die Festung diente 200 Soldaten und 19 Artilleriestellungen. Mit der Erfindung hochexplosiver Granaten wurde die Festung überflüssig.

## Hispano Suiza
Ab 1933 wurde die Batterie an Hispano-Suiza vermietet. Das Unternehmen stellte dort Munition her. Lautstarke Tests führten zu Unmut in der Bevölkerung. Zu Beginn des Zweiten Weltkrieges wurde die Festung bombardiert und die Produktion kurzfristig in das Département Charente verlegt. Nach dem Kriege wurden dort Motoren und Turbinen gefertigt. 1990 wurde die Fabrik geschlossen.

## Heutige Verwendung
Seit 2006 ist die Festung das  Café Musiques und der Öffentlichkeit zugänglich. Architekten des Umbaus waren Ivan Franic und Michel Garcin. Saint-Quentin-en-Yvelines unterstützte die Umwandlung. Das Café bietet Bühnen, Proberäume, Tonstudios und Sitze für 400 Zuschauer.
Sodexho zog 2009 in das Gebäude ein.